# Болград-алденьська культура

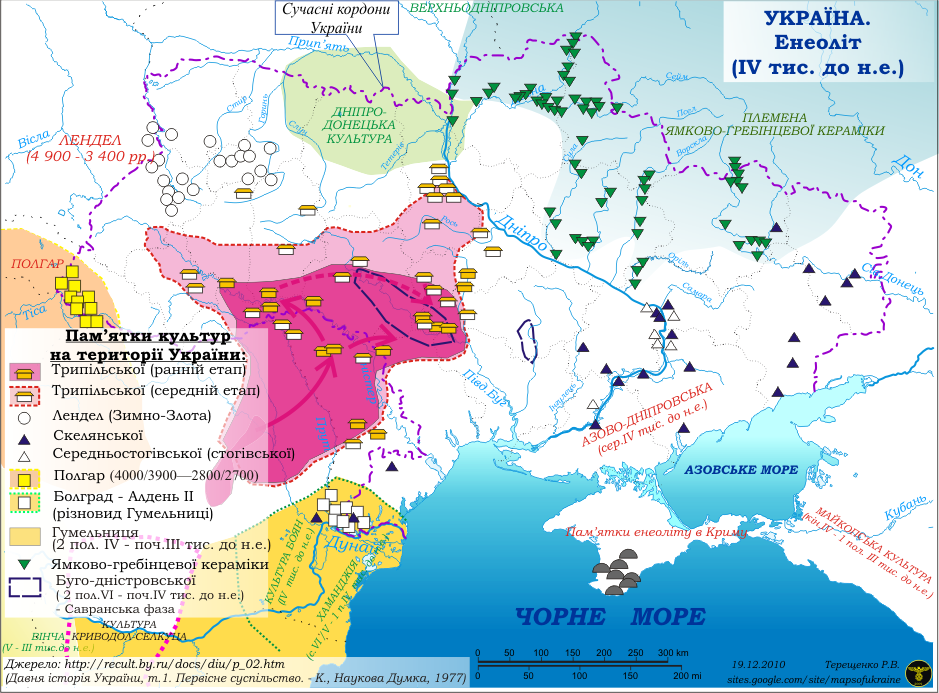
Болград-Алденська культура 4 тисячоріччя до Р. Х.

Болград-алденська культура, культура Болград-Алдень — археологічна культура, місцевий, північно-східний варіант Гумельницької культура (культурна історична спільнота Коджадермен — Караново VI — Гумельниця) на терені України, Румунії й Молдови. Поширення у західній частині Буджаку та на півдні Молдавії.
Епонімне селище поблизу міста Болград відкрив у 1960 році український археолог Іван Черняков. Є. Комша у 1962 році запропонував виділити групу румунських пам'яток Алдень II в окрему культуру. Досліджували культуру Тетяна Пассек, К. К. Черниш, Сергій Бібіков, Л. В. Субботін, В. С. Бейлекчі.
Зафіксовані контакти болград-алденської култури із трипільською культурою етапу А та В-І, тому вона датується другою половиною V тис. до н. е..
З Балкансько-Дунайського регіону за Дунай й Прут пересилилася відносно невелика група носіїв гумельницької культури — 19 поселень у західних районах Одеської області та 8 поселень на південному західі Республіки Молдова.
Населення болград-алденьської культури пристосували відтворювальне господарство до умов Степу.

## Поселення
Поселення площею 1–10 га на високих берегах річок та лиманів (Болград, Озерне, Нагірне II).
Напочатку оселялися у землянках й згодом зводили глинобитні наземні хати, оточені господарчими ямами. Виявлена навіть глиняна модель двоповерхового будинку. Споруди нагадують трипільські.

## Вироби
Ліпний посуд доволі високої якості (кухонні горщики з грубого тіста, різноманітні тонкостінні лисковані столові посудини). Оздоба мальована, рельєфна (вушка, валики) та прокреслена.
Орнаментовані жіночі статуетки та семантично тотожні їм ромбічні медальйони.
Культову круглі вівтарі-столики.

## Господарка
Переважно землеробство й скотарство, за незначної ролі мисливства та збиральництва.
Виявлено лише два мідні вироби: шило та голка.
Знаряддя праці виготовляли з добруджійського або дністерського каменю та кременю. Виявлено велику кількість пласких і втульчастих шліфованих сокир.